# Malý Lapáš
Malý Lapáš (Hongaars: Kislapás) is een Slowaakse gemeente in de regio Nitra, en maakt deel uit van het district Nitra.
Malý Lapáš telt 536 inwoners.